# Juan Ismael Calzada
Ismael Calzada (o Juan Ismael Calzada) es un botánico y explorador mexicano. Trabaja para la Unidad de Biotecnología y Prototipos de la Universidad Nacional Autónoma de México (UNAM). Desde los 15 años trabaja como explorador botánico; es experto en la flora tropical mexicana, ha recolectado más de 25,000 especímenes colectados desde el 2009.
Descubrió el olmo Ulmus ismaelis y otras ocho especies, nombradas en su honor. Es un infatigable experto en recolecciones botánicas notables, entre ellos varios nuevos registros para la flora del Valle de Tehuacán-Cuicatlán, y especies nuevas para el herbario del RBG Kew.

## Publicaciones parciales
- El estropajo. Xalapa Instituto Nacional de Investigaciones sobre Recursos Bióticos. 1982. INIREB informa 52

- La abreviatura «Calzada» se emplea para indicar a Juan Ismael Calzada como autoridad en la descripción y clasificación científica de los vegetales.[3]

Publica habitualmente sus clasificaciones de nuevas especies en : Contr. Univ. Michigan Herb.; Brittonia.

## Honores
Recibió la Medalla al Mérito Botánico por parte de la Sociedad Botánica de México.